# Аномалия (роман)
Аномалия (фр. L'anomalie) — роман французского писателя Эрве Ле Теллье, был опубликован издательством Gallimard 20 августа 2020 года.
Роман получил положительные отзывы литературной прессы. За него Ле Теллье 30 ноября 2020 года получил Гонкуровскую премию.

## Описание
Произведение состоит из трех частей, названия которых взяты из поэзии Раймона Кено. Роман задает несколько вопросов о соотношении реального мира и его проекции, как не спутать реальность с имитационной моделью в виртуальности.

## Стиль
По композиции это «роман в романе». Автор является президентом международной литературной группы УЛИПО, которая стремится к созданию литературных произведений в условиях существенных лингвистических ограничений.
«Аномалия» начинается с представления нескольких персонажей, каждому из которых посвящена глава, написанная в соответствии со стилистическими особенностями разных жанров — триллера, психологического романа и так далее. Читатель быстро понимает, что связующим звеном между всеми этими персонажами является некое событие, «аномалия» рейса Париж — Нью-Йорк в марте 2021 года.
Критик Анник Гейл писала, что Ле Теллье вдохновлён постмодернистской научной фантастикой поджанра киберпанк. Работа построена аналогично сценарию телесериала. В романе много литературных аллюзий.

## Персонажи
В порядке появления в романе.
- Блейк — наёмный убийца, ведущий двойную жизнь.
- Виктор Мизель — французский писатель-неудачник, покончивший жизнь самоубийством перед публикацией своего последнего романа «Аномалия», ставшего культовым. Персонаж был вдохновлен двумя мертвыми писателями, в том числе Эдуардом Леве, и двумя живыми писателями, друзьями Ле Теллье.[8] В журнале Libération 1 августа 2021 года Эрве Ле Телье опубликовал портрет Мизель — иллюстацию Фредерика Ребена .[9]
- Люси Богарт — киномонтажёр. У неё неблагополучные отношения с Андре Ваннье, архитектором на тридцать лет старше.
- Дэвид Маркл — пилот американской авиакомпании, страдающий раком поджелудочной железы, который был выявлен слишком поздно.
- София Клеффман — семилетняя девочка; дочь американского солдата, служившего в Афганистане и Ираке .
- Джоанна Вудс — афроамериканка, сотрудница юридической компании, защищающий крупную фармацевтическую фирму.
- Слимбой— нигерийский певец-гей, уставший жить во лжи.
- Адриан Миллер — американский математик, преподаватель теории вероятностей в Принстонском университете.
- Мередит Харпер — британский математик, преподаватель топологии в Принстонском университете.
- Джейми Пудловски — агент Федерального бюро расследований, отвечающая за психологические операции.
- Андре Ваннье — французский архитектор. Его отношения с Люси Богарт, которая моложе его на тридцать лет, находятся под угрозой.

## Последняя страница
Последняя страница романа выполнена в виде каллиграммы. Последние предложения оставляют читателю некоторую свободу для творческой интерпретации. Буквы в возрастающем количестве исчезают со страницы, а ширина строк уменьшается до тех пор, пока не останется только один символ. Это приглашение к читателям восстановить отсутствующий текст.
Во время круглого стола, состоявшегося 14 мая 2021 года в Париже Эрве Ле Телье и девять переводчиков «Аномалии» подробно рассказали о последней странице. Подтверждая существование основного текста, автор отказался обнародовать его, предпочтя предоставить читателям и переводчикам возможность самостоятельно попытаться восстановить его.
В варианте аудиокниги в этом фрагменте слышны нарастающие помехи в виде шипения и потрескивания, постепенно делающие голос чтеца совершенно неразборчивым.

## Публикация
4 января 2021 года тираж романа достиг 820 тысяч экземпляров. 6 мая 2021 года издательство декларировало тираж в один миллион экземпляров. Эта цифра представляет собой порог, редко достигаемый романом, удостоенным Гонкуровской премии.
По данным французского бизнес-журнала Challenges, по состоянию на январь 2021 года выполнялось 37 переводов романа. Издание на русском языке (перевод выполнила Мария Зонина) появилось в 2021 году в издательстве Corpus.

## Награды
После выпуска, роман был номинирован на Гонкуровскую премию, премию Ренодо, премию Медичи, премию Декабрь и ряд других. 30 ноября 2020 года роман был удостоен Гонкуровской премии. Результат был объявлен через видеосвязь Zoom из-за пандемии COVID-19 . Вручение премии также было отложено в знак солидарности с книжными магазинами, которые были вынуждены закрыться из-за карантина.

## Производные работы
Французский писатель Паскаль Флоретто написал стилизацию романа под названием L’Anomalie du train 006 de Brive, опубликованную в июне 2021 года. Эрве Ле Теллье написал предисловие к книге.

### Телеадаптация
Во время онлайн-трансляции 16 апреля 2021 года Эрве Ле Теллье объявил, что телеадаптация романа находится в производстве.